# Сохацький Михайло Петрович
Михайло Петро́вич Соха́цький (нар. 26 червня 1959, с. Більче-Золоте, нині Україна) — український археолог, краєзнавець, спелеолог, громадський діяч. Депутат Тернопільської обласної ради (2002, 2006). Заслужений працівник культури України (2006). Член ВУСК (1992), Української спелеологічної асоціації (1993), НТШ (2000).

## Життєпис
Михайло Сохацький народився 26 червня 1959 року в селі Більче-Золоте Борщівського району, нині Більче-Золотецької громади Чортківського району Тернопільської області України.
Закінчив історичний факультет Кам'янець-Подільського педагогічного інституту (1985, нині університет). Працював учителем, заступником директора в Глибочецькій середній школі Борщівського району (1985—1989), від 1989 — директор Борщівського краєзнавчого музею. Керівник спелеологічного клубу при музеї.

### Наукова діяльність
Керівник археологічної експедиції HAH України, яка вивчає пам'ятки трипільської культури в Подністров'ї (від 1991). Експедиція під керівництвом Михайла Сохацького взаємодіє з науково-дослідними центрами США, Великої Британії, Токійським університетом (Японія), Мічиганським університетом (США).
Відкрив печеру «Музейна» (2007).
Співредактор науково-краєзнавчого збірника «Літопис Борщівщини» (від 1992).
Автор статей за матеріалами археологічних розкопок, опублікованих в українських і закордонних виданнях, наукових збірниках.
З ініціативи Сохацького утворено підземний музей Трипільської культури в печері «Вертеба» поблизу села Більче-Золоте (2004, єдиний в світі).
Голова районного краєзнавчого товариства «Джерело» (від 1992).
Учасник наукових конференцій в Україні й за кордоном.

## Відзнаки
- Подяка Кабінету Міністрів України (2004).
- Диплом Міністерства культури України «Найкращий директор музею обласного підпорядкування» (2004)[7].
- Тернопільська обласна премія імені Володимира Гнатюка (номінація «Етнографія, музейна справа», 2011)[8].
- Відзнака Президента України — ювілейна медаль «25 років незалежності України» (2016)[9].